# Château Rauzan-Ségla
Château Rauzan-Ségla (ook wel gespeld als Rausan-Ségla) is een wijndomein in Bordeaux en een tweede cru uit het classificatiesysteem voor Bordeauxwijn van 1855. Het ligt in het dorp Margaux.
De oppervlakte van de wijngaarden is ongeveer 52 ha met een aanplant van cabernet sauvignon (54%), merlot (40%), petit verdot (5%) en cabernet franc (1%). De gemiddelde leeftijd van de wijnstokken is 30 jaar. 100% van het sap wordt vergist op staal (inox). De gemiddelde productie per jaar is 20.000 kisten van twaalf flessen.
De kwaliteit van de wijnen is altijd wat beter geweest dan het naburige Château Rauzan-Gassies, maar liep wat achter in kwaliteit ten opzichte van de klassering, totdat er een nieuwe inrichting ten behoeve van de vinificatie werd geïnstalleerd en de chai werd herbouwd. 1983 is de eerste jaargang die werd gemaakt met de nieuwe apparatuur. Maar ook werd geld gestoken in de wijn zelf, bijvoorbeeld door een strenge kelderselectie. Zo werd bijvoorbeeld de totale oogst van 1987 gedeclasseerd. Vanaf die tijd kent de kwaliteit van de wijn een stijgende lijn, waarbij vooral 1996, 2000, 2002 en 2005 in het oog springen qua kwaliteit. De familie Wertheimer (eigenaar van Chanel Inc.) streeft ernaar de vroegere glorie van de wijn te herstellen door voortdurend, stapsgewijs te blijven investeren in kwaliteit. Inmiddels kan de wijn worden beschouwd als een "Super Second", geen blockbuster, eerder een Palmer dan een Pauillac, maar een wijn met ontegenzeggelijke klasse. Rauzan-Ségla is een goed verzorgde, maar iets weinig gestructureerde Margaux. Een wijn met charme en finesse, maar met juist iets te weinig inhoud voor zijn klasse als 2de cru. Redelijk houdbaar.

## Geschiedenis van het château

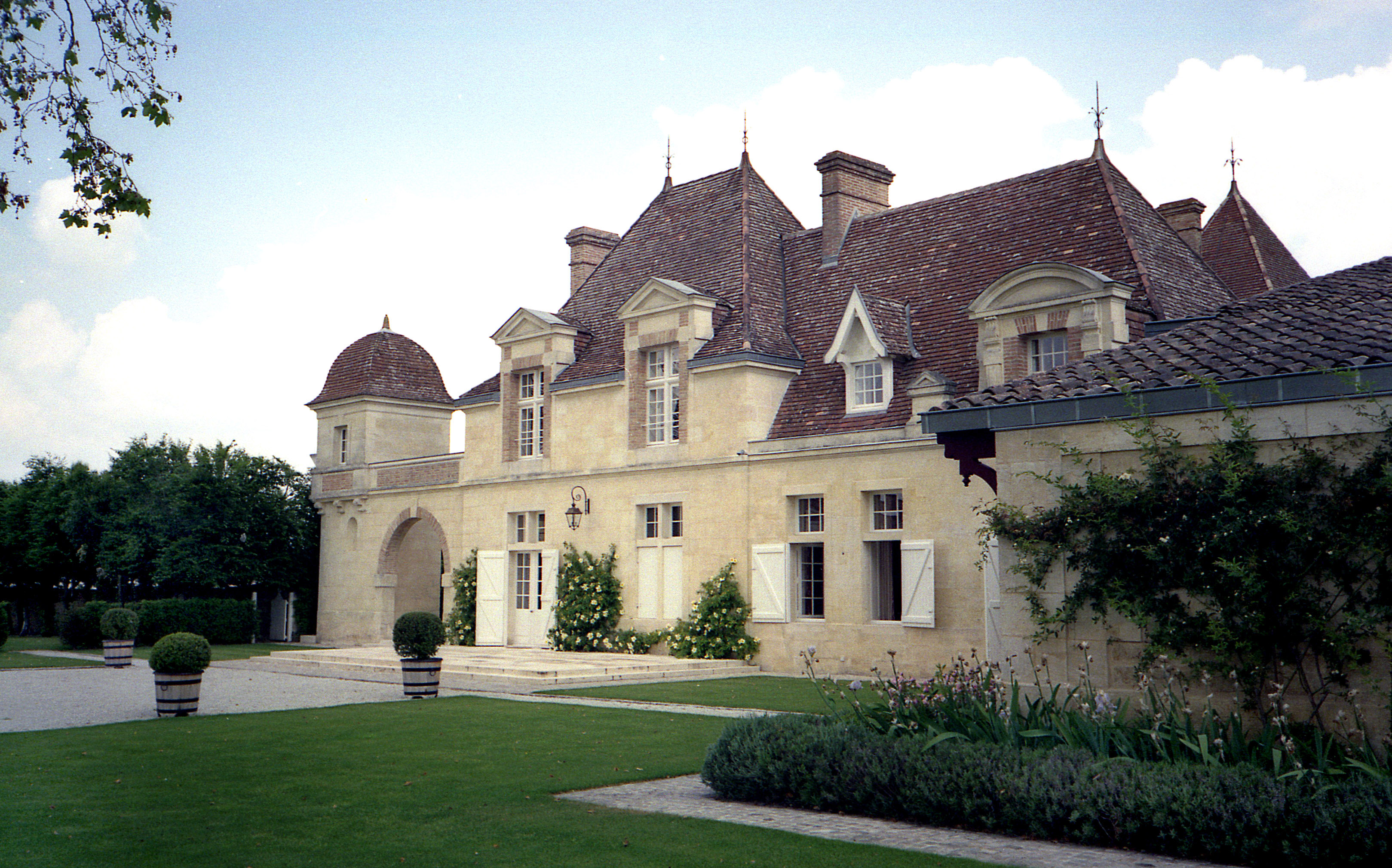
Château Rauzan-Ségla

Pierre de Mesures de Rauzan vestigde dit domein in Margaux in 1661. In het begin omvatte het domein ook Château Desmirail en Château Marquis de Terme, evenals de andere Rauzan: Château Rauzan-Gassies. Tegen de tijd dat Thomas Jefferson Bordeaux bezocht in 1787 had de wijn zich genesteld aan de top van de tweede crus. Op dat moment was het eigendom van de formidabele Madame de "Rozan", die twee dochters had. De ene trouwde met Baron Pierre Louis de Ségla, de andere met de heer van Gassies, waarna het domein werd opgesplitst. Het Ségla-deel bleef tot 1860 in handen van de familie, maar werd toen verkocht aan Eugène Durand-Dassier. Tegen het einde van de eeuw wisselde het door huwelijksverbintenissen van eigendom naar de familie Cruse. Toen werd het château gebouwd: een comfortabel landhuis met interessante elementen uit de Nederlandse school en die van Norman Shaw.
De familie Cruse bleef eigenaar tot 1956. De heer Meslon heeft de wijngaarden korte tijd gepacht en plantte in die periode te veel merlot in een wijngaard die verwaarloosd was. Daarna ging het geheel over in handen van John Holt and Sons (Liverpool), een later onderdeel van de Lonrho-groep, die ook eigenaar was van de exportmaatschappij Eschenauer. Er was een verdere tussenperiode qua bestuur tegen het einde van de jaren 1980, voordat het château werd gekocht door het luxegoederen concern Chanel in 1994.